# Qaytbay
Sayf al-Dīn Qāytbāy al-Maḥmūdī, al-Ashrafī, al-Ẓāhirī (in arabo أبو النصر سيف الدين قايتباي المحمودي الأشرفي الظاهري‎?, noto come Qāʾit Bāy, o più semplicemente come Qaytbay; 1416/18 – 1496) è stato un sultano mamelucco d'Egitto della dinastia burjī.

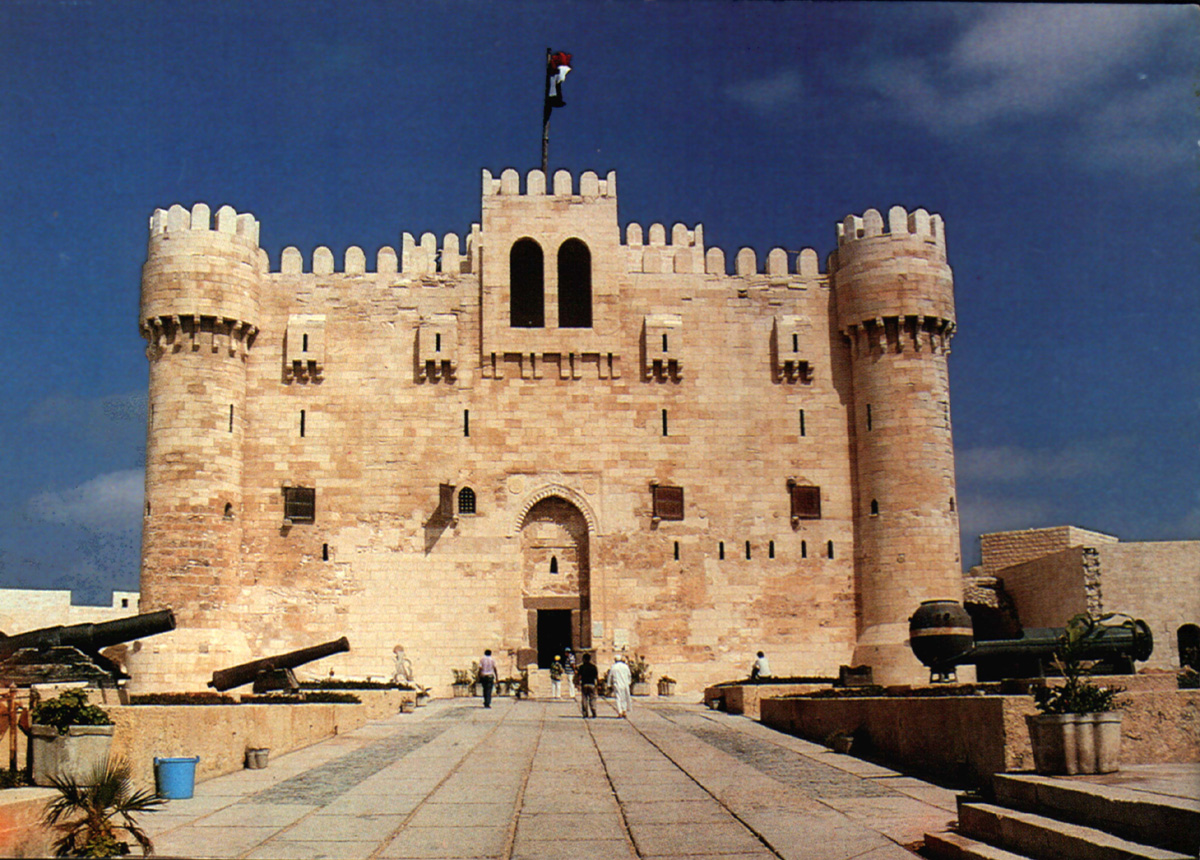
La cittadella di Qāytbāy ad Alessandria.

Circasso di nascita, Abū Naṣr Sayf al-Dīn Qāytbāy fu sultano dopo Timurbugha. Durante il suo regno, Qāytbāy stabilizzò lo Stato e l'economia mamelucca, consolidò i confini settentrionali con l'Impero ottomano e fu un mecenate dell'arte e dell'architettura. Infatti, sebbene Qāytbāy avesse partecipato a sedici campagne militari, si distinse soprattutto per i progetti di costruzione che patrocinò, lasciando la propria impronta architettonica alla Mecca, a Medina, Gerusalemme, Damasco, Aleppo, Alessandria d'Egitto e in ogni quartiere del Cairo.
Nel luglio del 1496 abdicò in favore del figlio al-Nāṣir Muḥammad b. Qāʾit Bāy.